# Валонија
Валонија (вал. Waloneye, фр. Wallonie, хол. Wallonië), званично Валонски регион (фр. Région wallonne, хол. Waals Gewest), један је од три региона Белгије, поред Фландрије и Брисела. Становништво говори француски језик, док на крајњем истоку региона живе говорници немачког. Главни град је Намир, док је културно и привредно средиште Лијеж. 
Географски, Валонија обухвата јужни део Белгије. Пре оснивања Белгије 1830, Валонија није постојала као ентитет. 
У региону се, поред доминантног француског и немачког језика (оба имају званичан статус), користи валонски и пикардијски језик из групе романских језика. Ови језици имају статус регионалних језика.

## Административна подела
Валонија обухвата 5 провинција: 
|    | провинција          | главни град | становништво | стање        |
| -- | ------------------- | ----------- | ------------ | ------------ |
| 1. | Валонски Брабант () | Вавр ()     | 367.693      | 1. јул 2006. |
| 2. | Ено ()              | Монс ()     | 1.291.850    | 1. јул 2006. |
| 3. | Лијеж ()            | Лијеж ()    | 1.042.840    | 1. јул 2006. |
| 4. | Луксембург ()       | Арлон ()    | 259.698      | 1. јул 2006. |
| 5. | Намир               | Намир ()    | 459.904      | 1. јул 2006. |
|    |                     |             |              |              |

Валонија има парламент који се бира на директним изборима (Parlement wallon) са 75 посланика. Парламенту је за свој рад одговорна регионална влада. Култура, образовање и језик су питања за која су у Белгији одговорне језичке заједнице, а не регионалне владе. Највећи део Валоније припада франкофонској заједници, а мали део на истоку припада германофонској заједници. 
Поред провицијских главних градова, остали важнији градови Валоније су: Шарлроа, Турне, Бастоњ, Динан и Малмеди.

## Привреда
Раније се привреда Валоније заснивала на угљу и челику. Ова регија је једна од првих у Европи које су индустријализоване у 19. веку. После Другог светског рата, и опадања значаја тешке индустрије, Валонија је заостајала у развоју за Фландријом. 